# Primera fila (Vicente Fernández)
A Primera fila (spanyol, jelentése ’Első sor’) Vicente Fernández mexikói rancheraénekes koncertalbuma, amely 2008-ban jelent meg a Sony Music gondozásában, az azonos című akusztikus kiadványsorozat első részeként. Ez a veterán énekes 80. nagylemeze és harmadik első helyezettje a Billboard Top Latin Albums eladási listáján. Az albumot Latin Grammy-díjra jelölték a Legjobb mariachialbum kategóriában. Az albumot három különböző formátumban adták ki, CD, DVD és Blu-ray, ez utóbbi a gyűjtőknek készült.

## Albumtörténet
A Para siempre sikerét követően adta ki ezt albumot, amely a legnagyobb slágereit tartalmazza élő előadásban, 30 zenész részvételével. Felvétele a Vicente Fernández Gómez Arenában készült. Ez az „unplugged” tartalmaz ezen kívül olyan dalokat is, amelyeket azelőtt nem vett fel az énekes:  Bésame mucho, Amor mío, No vuelvo a amar és a Gracias. A Primera fila Vicente Fernández 80. albuma.
A megjelenést követő napon a Primera Fila 80 000 példányban kelt el Mexikóban, ezzel platinalemez lett. Az Egyesült Államokban az első helyen debütált Billboard Top Latin Albums listán, leváltva a guatemalai énekes, Ricardo Arjona 5to Piso című lemezét. 2009. februárban, ezt az albumot váltotta le a Para siempre, Fernández előző albuma, amely hét egymást követő héten keresztül volt a lista első helyezettje. Az egykori tex-mex-előadó, Selena volt az egyetlen rajta kívül, aki ezt elérte, amikor a  Dreaming of You album leváltotta a saját Amor prohibido lemezét 1995-ben a lista éléről.

### Kislemezek
Az album első kislemeze az El último beso, amelyet Joan Sebastian írt, s eredetileg a Para siempre tartalmazta. Ez volt Fernández első dala, amely a Billboard Top Latin Songs lista élére került.

## Dallista

### Első lemez
|     | Cím                         | Szerző(k)                       | Hossz |
| --- | --------------------------- | ------------------------------- | ----- |
| 1.  | El rey                      | José Alfredo Jiménez            | 2:26  |
| 2.  | Mujeres divinas             | Martín Urieta                   | 3:03  |
| 3.  | La diferencia               | Juan Gabriel                    | 3:00  |
| 4.  | Urge                        | Urieta                          | 3:17  |
| 5.  | A duras penas               | Jorge Massias                   | 2:47  |
| 6.  | Me voy a quitar de en medio | Manuel Monterrosas              | 3:19  |
| 7.  | La ley del monte            | José A. Espinoza "Ferrusquilla" | 3:29  |
| 8.  | No vuelvo a amar            | Alfonso Esparza                 | 3:43  |
| 9.  | Por un amor                 | Gilberto Parra                  | 3:37  |
| 10. | Amor mío                    | Alvaro Carrillo                 | 3:28  |
| 11. | Hermoso cariño              | Fernando Maldonado              | 2:34  |

### Második lemez
|     | Cím             | Szerző(k)                      | Hossz |
| --- | --------------- | ------------------------------ | ----- |
| 1.  | Acá entre nos   | Martín Urieta                  | 3:40  |
| 2.  | Caminemos       | Alfredo Gil, Heriberto Martins | 3:19  |
| 3.  | A pesar de todo | Nelson Ned                     | 3:41  |
| 4.  | Motivos         | Italo Piazzolante              | 3:31  |
| 5.  | El último beso  | Joan Sebastian                 | 3:04  |
| 6.  | Bésame mucho    | Consuelo Velázquez             | 4:04  |
| 7.  | Para siempre    | Sebastian                      | 3:12  |
| 8.  | Estos celos     | Sebastian                      | 4:52  |
| 9.  | Cruz de olvido  | Juan Zaizar                    | 4:25  |
| 10. | Guadalajara     | Pepe Guizar                    | 3:23  |
| 11. | Gracias         | Jiménez                        | 5:22  |

## Külső hivatkozások
- A Primera fila az AllMusicon